# حکمت کارامان
حکمت کارامان (ترکی استانبولی: Hikmet Karaman؛ زادهٔ ۹ مارس ۱۹۶۰) سرمربی فوتبال اهل ترکیه با گواهینامه حرفه‌ای اتحادیه فوتبال اروپا است که پیش از این هدایت آدانا دمیرسپور در لیگ برتر کشورش را برعهده داشته است.

## افتخارات
قوجاایلی‌اسپور
- جام حذفی ترکیه: ۰۲–۲۰۰۱